# Miguel Joaquin Eleicegui
Miguel Joaquin Eleicegui y Arteaga, né le 6 ou le 10 juillet 1818 et mort le 20 novembre 1861, plus connu sous le nom du géant d'Altzo ou le géant basque s'est rendu célèbre pour sa taille de 2,42 m.

## Biographie
Né le 10 juillet 1818 dans le petit village d'Altzo, dans la province du Guipuscoa, au Pays basque et sous le nom espagnol de Miguel Joaquín de Eleicegui, ce dernier souffre d'une grave maladie qui très rapidement le fait commencer à grandir démesurément.
Joakin est le quatrième de neuf frères et sœurs. Il avait trois frères plus jeunes et trois frères plus âgés. Les deux sœurs étaient les plus jeunes de la famille. Son père était Miguel Antonio de Eleicegui (1790-1872) et sa mère, Antonia Ignacia Ateaga (xx-1829). Le père était d'Altzo, la mère d'Orendain. Les mesures de taille des parents, frères et sœurs du géant n'ont jamais été documentées.
Migel Joakin a dix ans quand sa mère meurt. Son enfance et son adolescence se passent normalement, avec un développement similaires aux siens.
Adulte, Migel Joakin est atteint d'une maladie grave et après la fin de la maladie, le géant commence à grandir en un court laps de temps. Il semble que les gens du quartier, où on peut le voir souvent, avaient l'habitude de sa taille. Toutefois, lorsqu'il se déplaçait à Tolosa, les gens sont très surpris de sa grande taille. Les gens qui l'admiraient, ne pouvaient éviter de faire des commentaires sur sa taille.
C'est à ce moment-là que Phineas Taylor Barnum (1810-1891), un Américain qui se consacre à la gestion des performances, expose au cirque des acromégalies (augmentation anormale de la taille des pieds et des mains et une déformation du visage au fil des ans), des défigurés, des nains…
Il est logique de penser que la réputation internationale de Barnum a influencé le géant d'Altzo dont l'objectif était de s'afficher comme géant afin de créer de l'admiration parmi le public. C'est ainsi qu'il gagna sa vie à travers de nombreux voyages en Europe, dont à Paris en 1845.
Jules Verne le mentionne sous le nom d'Elacegin dans son roman Le Testament d'un excentrique (partie 1, chapitre VIII).

## Quelques chiffres
Taille :
- Première mesure : 2 mètres, 10 centimètres et 3 millimètres
- Deuxième mesure : 2 mètres et 25 centimètres
- Troisième mesure : 2 mètres, 35 centimètres et 7 millimètres
- Dernière mesure : 2 mètres, 41 centimètres et 1 millimètre.
- 2 mètres et 42 centimètres à ce jour est concluante.

On possède également des informations sur son poids. Quand il était âgé de 23 ans, il pesait 16 Arrobas (* 2), c'est-à-dire 184 kilos. Puis il atteint 17 Arrobas et 17 livres, ce qui correspond à 203,32 kilogrammes.

## Adaptation cinématographique
En 2017, Jon Garaño et Aitor Arregi réalisent le film Handia, inspiré de l'histoire de Miguel Joaquin Eleizegi. Le film fut distribué dès le 24 janvier 2018 en France, par la structure de distribution du cinéma basque Gabarra Films.